# إليانور أفيس
ليونور من فيسيو (2 مايو 1458 - 17 نوفمبر 1525) هي ملكة البرتغال القرينة بزواجها من جواو الثاني ابن عمها ألفونسو الخامس.

## نسبها وحياتها

### النسب
هي البنت فرناندو دوق فيسو ابن دوارتي الأول ابن جواو الأول ملك البرتغال وفيليبا لانكاستر هي شقيقة ملك إنجلترا هنري الرابع.
وأمها هي بياتريس من البرتغال بنت جواو، كونستابل البرتغال ابن جواو الأول ملك البرتغال هي خالة إيزابيلا الأولى من قشتالة يرجع نسل جدته من أمها إلى بيت براغانزا مؤسسه ابن جواو غير الشرعي ألفونسو الأول دوق براغانزا والتي زاد نفوذه في عهد الملك ألفونسو الخامس ملك البرتغال.
هي أخت الكبرى لـ مانويل الأول لاحقا ملك البرتغال ولها أخت هي إيزابيلا من فيسيو متزوجة من فرناندو الثاني دوق براغانزا الذي أعدمه زوجها جواو الثاني ومع أخها ديوغو دوق فيسيو بتهمة المؤامرة وتم طرد العائلة إلى قشتالة ووالدة خايمي الأول دوق براغانزا الذي استرجع أملاك أبيه التي صودرت في عهد زوجها، بعد أن رحب بهم مانويل الأول.

### الحياة
إليانور تزوجت جواو أمير البرتغال في 22 يناير 1470، وبذلك أصبحت «الأميرة البرتغال». بالزواج، هي كانت في عمر أثني عشر عاماً، وكان العريس خمسة عشر عاماً، وكان زوجها ابن أفونسو الخامس وإيزابيلا من كويمبرا ويبدو أنه وريث لعرش البرتغالي، إليانور وجواو أنفقوا الكثير من طفولتهم معا بحيث كانوا أصدقاء حميمين.

## ملكة للبرتغال
في 28 أغسطس 1481 توفي عم إليانور وزوجها أصبح جواو الثاني ملك البرتغال، وهكذا أصبحت هي الملكة الجديدة، أسست مدينة كالداس دا رايحا، الذي كان اسمه تكريما لها ("rainha" تعني «الملكة» في البرتغالية).
إليانور وجواو الثاني انجبا أبناء ولكنهم توفوا في سن مبكرة، إليانور عارضت رغبة زوجها في جعل أبنه الغير الشرعي وريث للعرش، بحيث ناشدت البابا الذي وقفت معها وفي نهاية المطاف أعلن شقيقها مانويل وريثاً لزوجها، حيث أصبح أمير البرتغال.
جواو الثاني توفي في 25 أكتوبر 1495.

## الملكة الأرملة

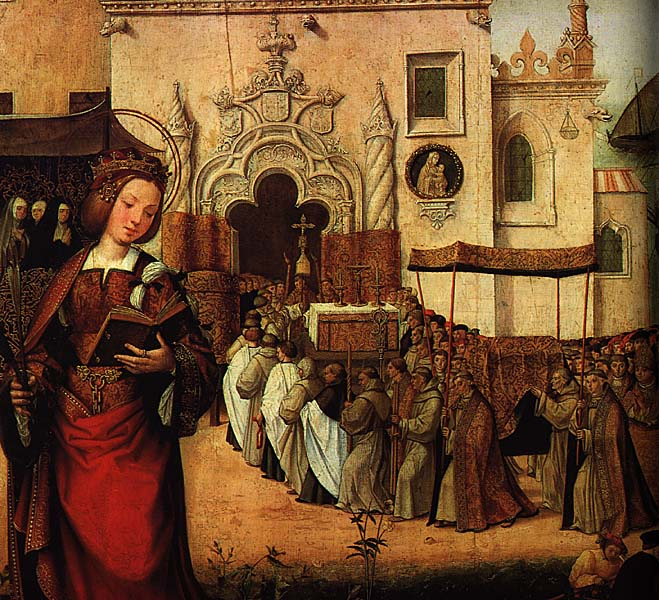
وصول إليانور إلى القصر إكسابريجاس

بعد وصول شقيقها مانويل الأول إلى العرش في 1495، إليانور انتقلت إلى قصر إكسابريجاس، حيث استضافت الديوان الملكي، بحيث كانت ناشطة اجتماعياً، ولفترة وجيزة بين 1500 و1502 شقيقها مانويل بحيث عانى من وجود أطفال له، إليانور اعلنت نفسها أصبح الوريث للعرش، ومع ذلك لم يكن لديها أطفال، أيضا رفضت في جعل ابن إيزابيلا شقيقتها «خايمي» وريثاً للعرش.
إليانور كانت ثرية جداً وكانت تستخدم الكثير من أموالها للأعمال الخيرية، في 1498 أنها قامت بـ إنشاء جمعية سانتا دا كاسا كونفراتيرنيتيس مع الأغراض الإنسانية، لا سيما الرعاية للفقراء، والمرضى، والأطفال المتخلى عنهم، بحيث أسسه الأصلية باقية حتى يومنا هذا وأكثر منذ ذلك الحين تم تأسيسها في سائر المدن والبلدات البرتغال وفي المستعمرات البرتغالية.
إليانور تأسست المستشفيات و مستشفى دي تودوس سانتوس ويسبوا دي روسيو، الذي يعتبر من أفضل في أوروبا المعاصرة، وأيضا أسست دير مادري دي ديوس (1509) الذي يعتبر عمل معماري عظيم، حيث أمضت العديد من السنوات اللاحقة فيه، بحيث كانت يرتدي تقريبا ملابس راهبات.